# Арпонен, Кооп
Кооп Юхо Александер Арпонен (фин. Koop Juho Alexander Arponen; род. 20 апреля 1984, Лаппеэнранта, Кюми) — финский певец. Победитель финской версии Pop Idol (2008). Обладатель приза Аллы Пугачёвой на международном конкурсе молодых исполнителей популярной музыки «Новая волна 2011» в Юрмале (совместно с группой «Flute of Shame»).

## Биография
Родился 20 апреля 1984 года в Лаппэнранте. Его мать — фламандка, отец — финн (скончался летом 2008 года). В 1986 году семья переехала в Бельгию, а ещё через несколько лет — в Великобританию, где проживала в Лондоне.
Кооп начал играть на фортепиано, когда ему ещё не было пяти лет и продолжал обучение до 11-летнего возраста. В 2000 году вновь начал играть и сочинять музыку.
В 2003 году приехал в Финляндию, где проходил военную службу, а в выходные обучался игре на гитаре. После службы в армии вернулся вновь в Лондон, где обучался в отделении университета Халла в городе Скарборо по специальности Creative Music Technology with Business Management. Чтобы оплачивать своё обучение, в свободное время играл в пабах, подрабатывал на стройках.

## Участие вIdols
В 2008 году приехал в Финляндию, где выставил свою кандидатуру для участия в финском варианте конкурса Pop Idol, где одержал победу и сделал стремительную карьеру музыканта, за время которой выпустил несколько альбомов.
Для записи одного из дисков пригласил в Финляндию своих друзей по учёбе в университете Халла в городе Скарборо — Дэйна Стефанюка (Dane Stefaniuk) и Джеймса Ласселса (James Lascelles) с которыми к 2010 году и составили трио Flute of Shame.
В настоящее время проживает в Хельсинки.

## Дискография

### Альбомы
- New Town (2009)
- Bright Lights (2010)

### Синглы
- Insomnia (2008)
- Every Song I Hear… (2009)
- Innocent Eyes (2009)
- I Love It When I See You Smile (2009)
- Cold (2010)
- Young And Foolish (2010)